# Lutte antiaérienne
Ne doit pas être confondu avec Guerre antiaérienne.

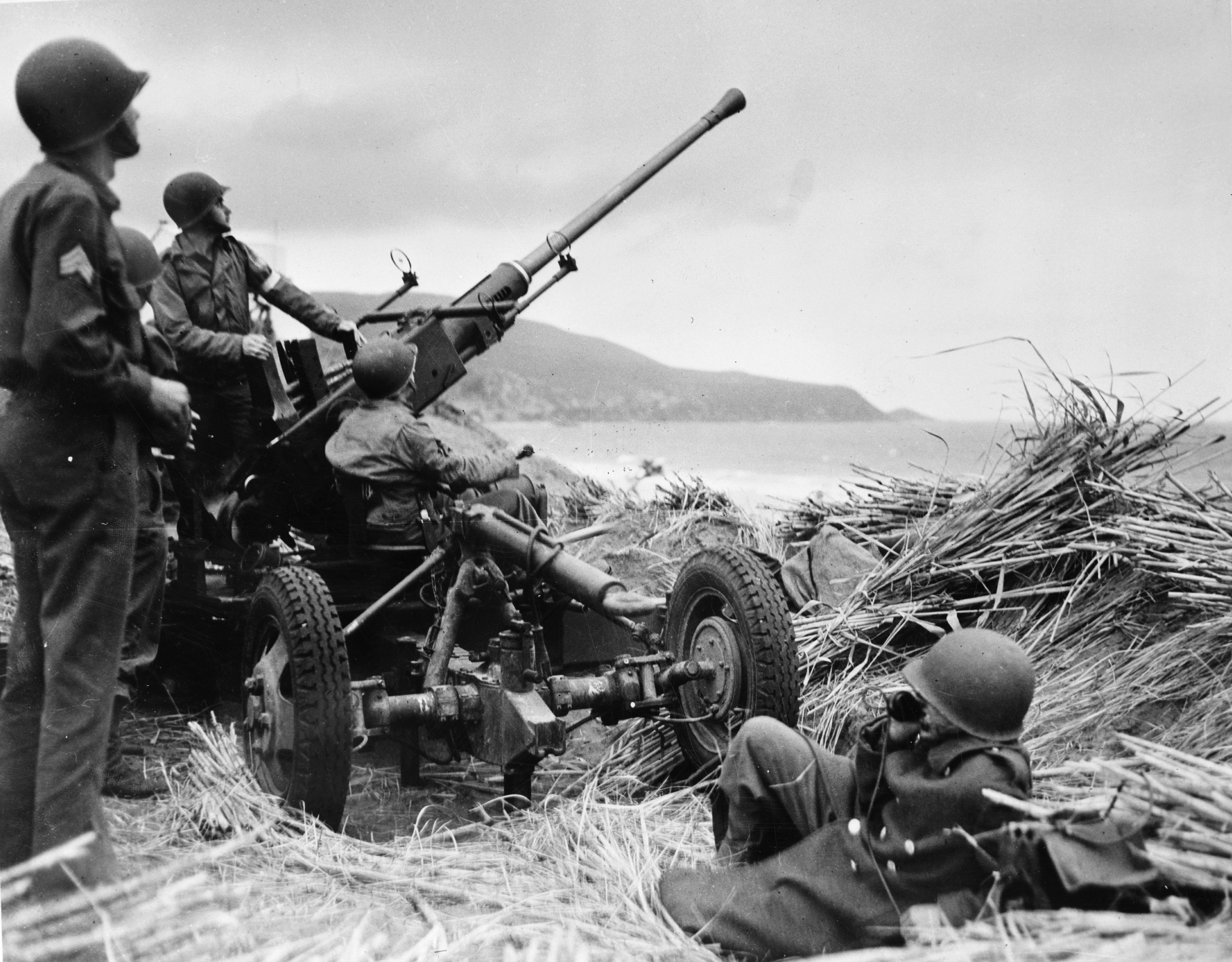
Troupes américaines utilisant un canon antiaérien Bofors 40 mm (avec correcteurs à grille) près de la côte algérienne en 1943.

La lutte antiaérienne est l'ensemble des mesures destinées à réduire l'efficacité des opérations aériennes hostiles. Elle inclut les systèmes d'armes au sol ou dans les airs associés aux systèmes de détection et aux moyens de commande et de contrôle. Pour la plupart des pays, l'effort principal a porté sur la défense du territoire national. Cependant les forces sur le terrain ont toujours déployé une défense antiaérienne pour se protéger des attaques potentielles. La défense au sol peut également être déployée offensivement pour interdire l'espace aérien aux appareils ennemis.

## Historique
Pendant le siège de Paris en 1870-1871, l'armée prussienne fait fabriquer par la firme Krupp un « mousquet à ballons » pour abattre les ballons montés qui transportaient du courrier et des émissaires depuis la ville assiégée. L'engin, porté par un chariot léger à deux chevaux, était alerté par télégraphe dès qu'un ballon était en vue. Un seul ballon, le Daguerre, est touché par les tirs prussiens et ses deux aérostiers capturés. Des expériences faites par l'armée française après la guerre indiquent qu'un ballon-poste de taille ordinaire est vulnérable aux tirs d'un fusil Chassepot jusqu'à 400 mètres d'altitude.
En 1906, les sections techniques de l’Artillerie et du Génie de l'armée française lancent l’étude d’un matériel et d’une méthode de tir contre les aéronefs. Le projet aboutit à l’adoption de projectiles spécifiques – obus à balles modèles 1911, d’une structure d’affût modifiée pour assurer la défense antiaérienne des ouvrages fortifiés en 1911 et d’un auto-canon de 75 mm en 1913; tandis que le capitaine Eugène Pagézy définit les premiers principes du tir contre-aéronefs.
Alors qu’aucune structure dédiée et moins d’une dizaine de pièces antiaériennes sont en service à l’été 1914, l’artillerie française compte 830 canons antiaériens à la fin de la Première Guerre mondiale.
En France, c'est le 28 juin 1915, durant la Première Guerre mondiale, que le Centre d'instruction du « tir contre aéronefs » est installé à Arnouville-lès-Gonesse.

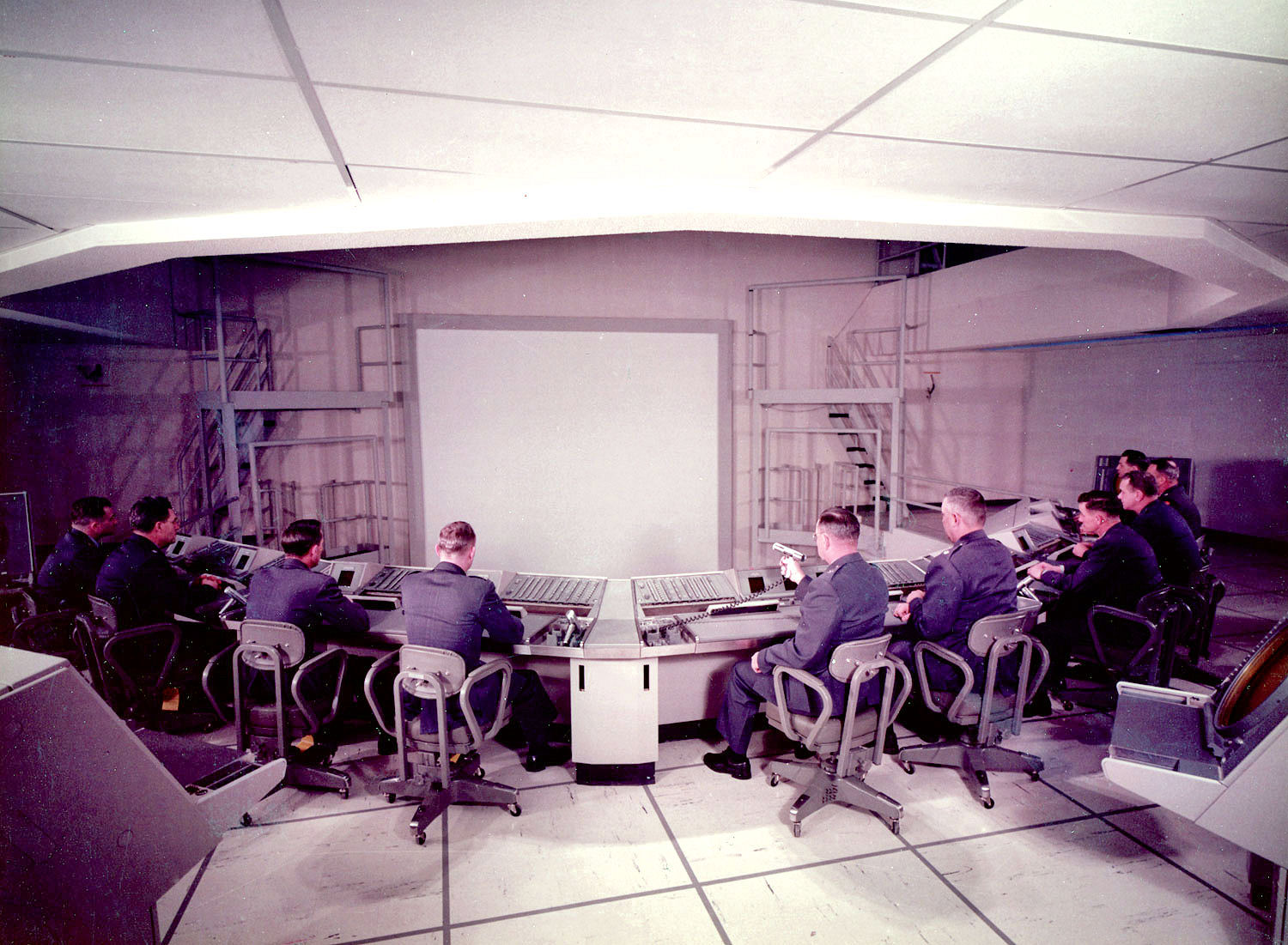
Salle du Centre de combat du SAGE de Syracuse (New York) dans les années 1950. L'image était projetée par une ouverture dans le plafond.

Durant la guerre froide, l'Armée rouge de l'Union soviétique disposait d'une branche indépendante dédiée à la défense antiaérienne, la Voyska PVO, qui a existé de 1941 à 1998, quand elle fut réintégrée au sein de l'Armée de l'air russe.
La vitesse des vecteurs augmentant considérablement au fil des années, l'automatisation et l’informatisation des réseaux de défenses aériennes pour réduire le temps de réaction devient indispensable. Cela conduit à la création à partir des années 1950 de vastes réseaux informatiques tels le Semi-Automatic Ground Environment aux États-Unis.

## Terminologie

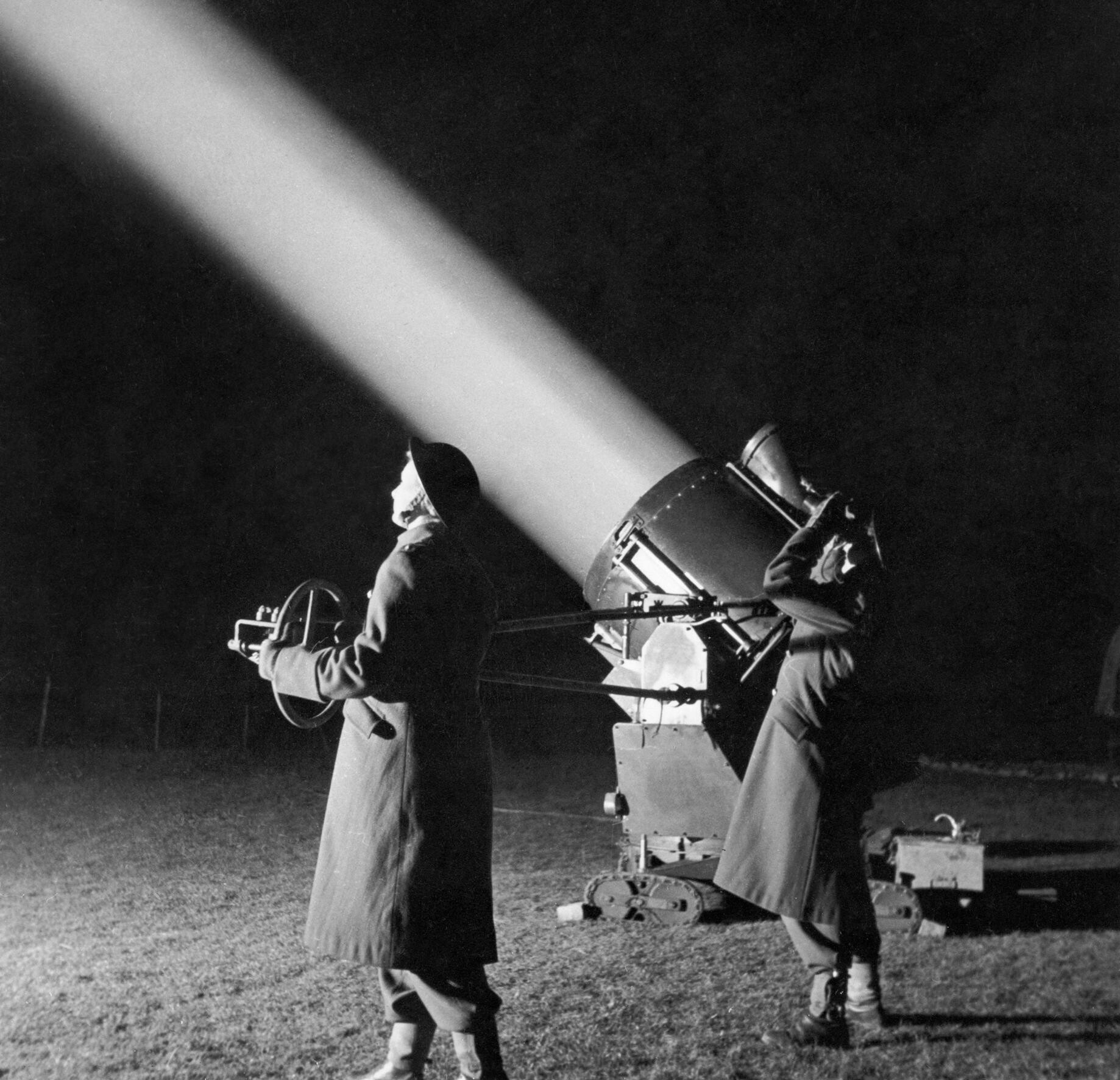
Canon à lumière utilisé lors de la bataille d'Angleterre par l'ATS.

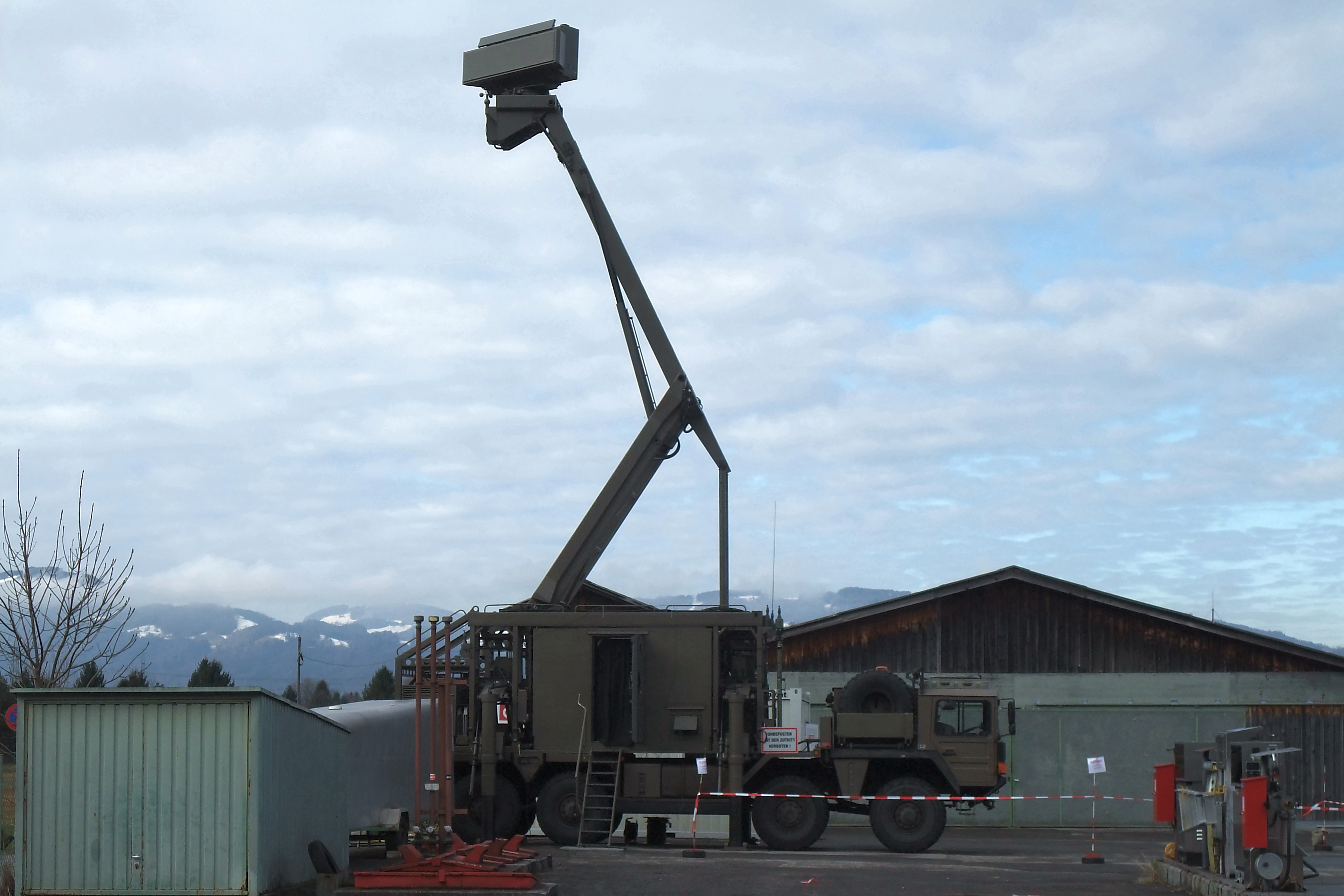
Radar mobile Thomson RAC-3D de l’armée de l'air autrichienne en 2012.

Le terme « lutte antiaérienne » fut probablement utilisé pour la première fois lorsque la « défense aérienne de la Grande-Bretagne » (Air Defence of Great Britain (en) ou ADGB) fut créée en 1925 au sein de la Royal Air Force. Cependant, certains dispositifs furent appelés « antiaériens », abrégé en « AA », un terme qui restera utilisé jusque dans les années 1970. Après la Première Guerre mondiale, on précise parfois « léger » ou « lourd » pour classer les types de canons antiaériens des unités (canon antiaérien lourd ou canon antiaérien léger).
L'OTAN définit la guerre antiaérienne comme les mesures à prendre pour protéger une flotte ou une armée des armes lancées depuis un aéronef. Dans certaines armées, le terme « défense aérienne toutes-armes » (All-Arms Air Defence en anglais) désigne la lutte antiaérienne menée par des unités non spécialisées. À partir du XXe siècle, d'autres termes comme « défense contre aéronef » ou « défense contre avions » (DCA), « force terrestre antiaérienne » (FTA), « défense aérienne basée au sol », « sol-air à très courte portée » (SATCP) ou « armes sol-air » sont apparus. Les missiles antiaériens sont souvent abrégés en SAM (de l'anglais « surface-to-air missile »).
D'autres termes venant d'autres langues que le français sont également utilisés comme la flak allemande, qui est une contraction de Fliegerabwehrkanone ou « canon de défense antiaérienne » et le terme russe Противовоздушная оборона (Protivovozdushnaya oborona), traduction littérale de « défense antiaérienne », abrégé en PVO. Aux États-Unis, on trouve « air defense » (AD), « air defense artillery » (ADA) ou « anti-aircraft artillery » (AAA, armement souvent dénommé « triple-A »).
La distance maximale d'engagement d'un canon ou d'un missile est une donnée importante. Cependant, il existe de nombreuses définitions. Pour les canons, seule la partie ascendante de la course de l'obus peut être utile. Un des termes est plafond. Le plafond maximal désigne la hauteur atteinte par l'obus lorsqu'il est tiré à la verticale, ce qui est rarement le cas car beaucoup de canons ne peuvent tirer à la verticale. Les britanniques ont donc adopté la notion de plafond efficace, soit l'altitude à laquelle le canon peut délivrer une série de projectiles sur une cible mouvante qui peut être défini par les caractéristiques de l'obus et par la puissance du canon. À la fin des années 1930, la définition britannique était « l'altitude à laquelle un appareil se déplaçant à 600 km/h pouvait être engagé pendant 20 secondes avant que l'élévation du canon n'atteigne 70° ». Cependant, le plafond efficace dépendait également de facteurs non balistiques :
- la durée du retard ou du délai avant explosion qui peut être réglé au sol et qui détermine la durée du vol ;
- la capacité des systèmes à déterminer l'altitude de l'appareil à longue distance ;
- la précision de la cadence de tir et de la durée du retard pour que l'obus atteigne l'altitude voulue au moment voulu.

## Description générale

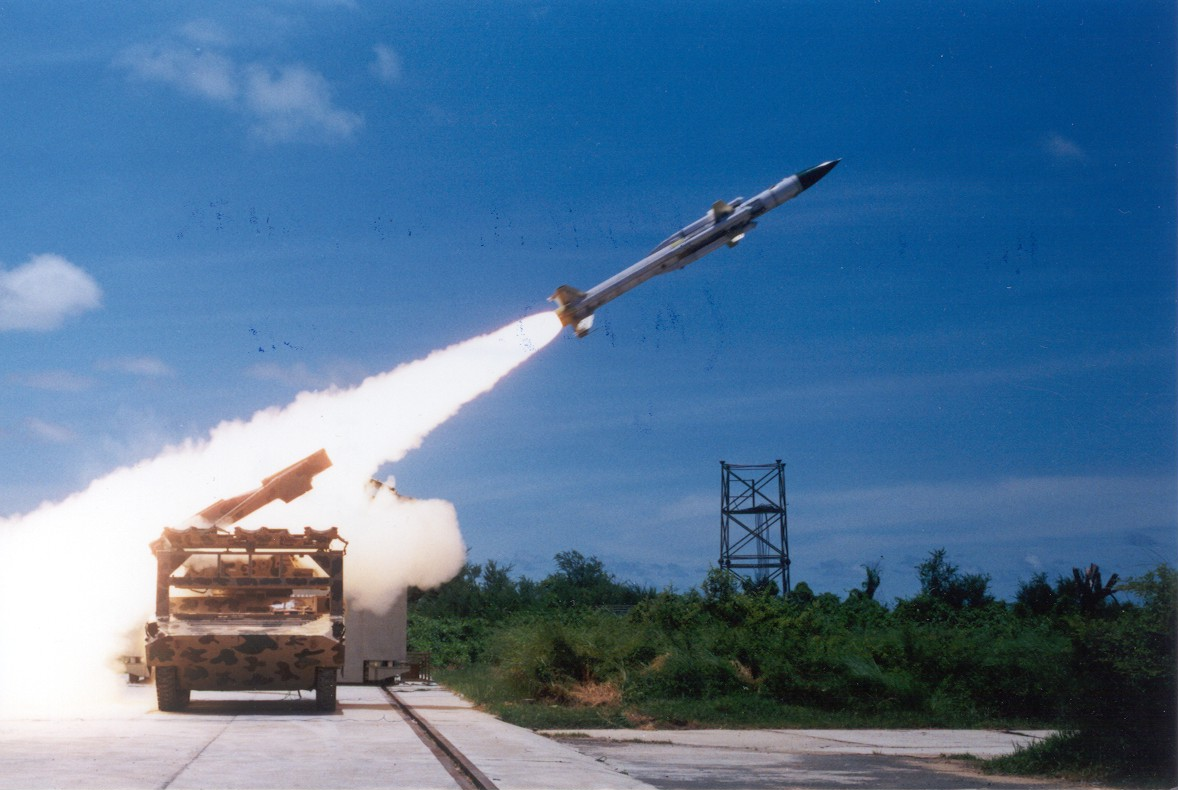
Missile indien Akash

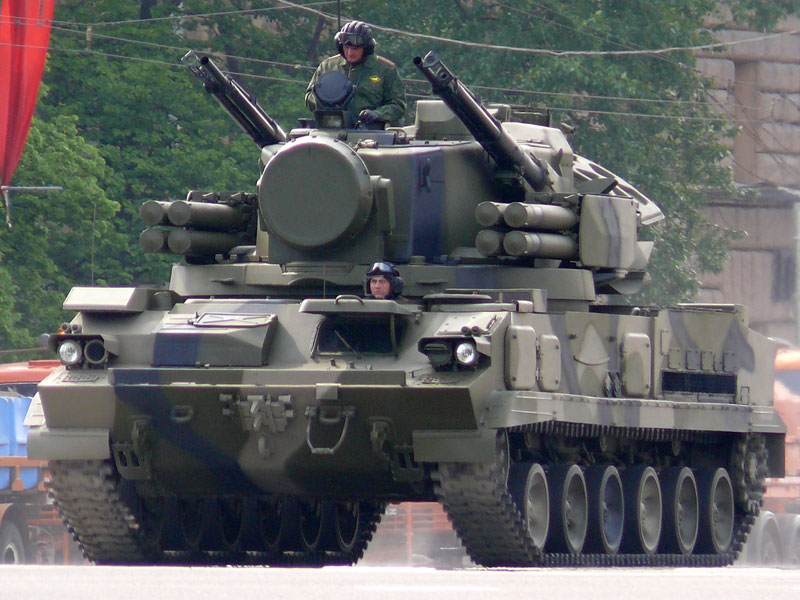
Véhicule antiaérien 2K22 Tunguska russe équipé à la fois de canon antiaérien et d'une batterie de missiles sol-air.

L'essence de la défense antiaérienne est de détecter et de détruire les appareils hostiles. Le problème principal est que la cible se déplace dans les trois dimensions, ce qui signifie que l'attaque doit avoir lieu dans quatre dimensions pour placer le projectile au bon endroit au bon moment. Ainsi, le projectile doit être guidé jusqu'à sa cible ou il doit être projeté en avant de sa cible en calculant sa position probable et en tenant compte du temps de vol du projectile.
Au cours du XXe siècle, la défense antiaérienne a connu l'une des évolutions les plus rapides de la technologie militaire, répondant à l'évolution tout aussi rapide des avions, en exploitant diverses technologies comme le radar, les ordinateurs ou les missiles guidés. Initialement, les détecteurs étaient acoustiques ou optiques puis ils furent remplacés par le radar lui-même supplanté par l'opto-électronique dans les années 1980.
Les commandes et les contrôles restèrent primitifs jusque dans les années 1930 quand la Grande-Bretagne créa un système de contrôle intégré entre le commandement et les défenses au sol. L'OTAN définit cette organisation comme « le réseau de radars et de centres de commandement et de contrôle au cœur d'un théâtre d'opération utilisé pour le contrôle tactique des opérations de défense ».
Les règles d'engagement sont importantes pour éviter les tirs amis ou l'attaque d'appareils neutres. Leur utilisation est assistée mais non gouvernée par les systèmes d'identification friend or foe créés durant la seconde guerre mondiale. Cependant il existe différents types de règles d'engagement.
L'OTAN appelle ces règles « Weapon Control Orders » (Ordres de contrôle des armes) :
- Armes libres : règle selon laquelle le système d'arme peut engager tout appareil n'ayant pas été reconnu comme ami ;
- Armes retenues : règle selon laquelle le système d'arme ne peut tirer qu'en cas de légitime défense ou avec un ordre formel ;
- Armes bloquées : règle selon laquelle le système d'arme ne peut engager que des appareils reconnus comme ennemis[4].

Jusque dans les années 1950, les obus étaient la norme, puis les missiles devinrent dominants sauf pour les très courtes portées. Cependant, le type d'ogive, de propulsion ou le système de guidage sont très variés. Les cibles ne sont pas simples à abattre même si les appareils endommagés peuvent être forcés de stopper leur mission. Les canons antiaériens peuvent avoir des calibres très variés depuis 20 mm jusqu'à 149 mm.
Les défenses antiaériennes peuvent être déployés en de nombreuses occasions :
- Auto-défense des troupes au sol qui utilisent leurs propres systèmes d'armes (AAAD) ;
- Défense d'un point stratégique comme un pont ou un poste de commandement ;
- Défense d'une zone aérienne pour offrir un parapluie sur un secteur. Ces zones peuvent avoir une taille variable. Certaines protègent une frontière comme les missiles Hawk qui couraient le long de la frontière allemande durant la guerre froide, d'autres se limitent à la protection d'une ville. Ces zones peuvent être utilisées offensivement en se positionnant sur les voies de transit aérien de l'ennemi.

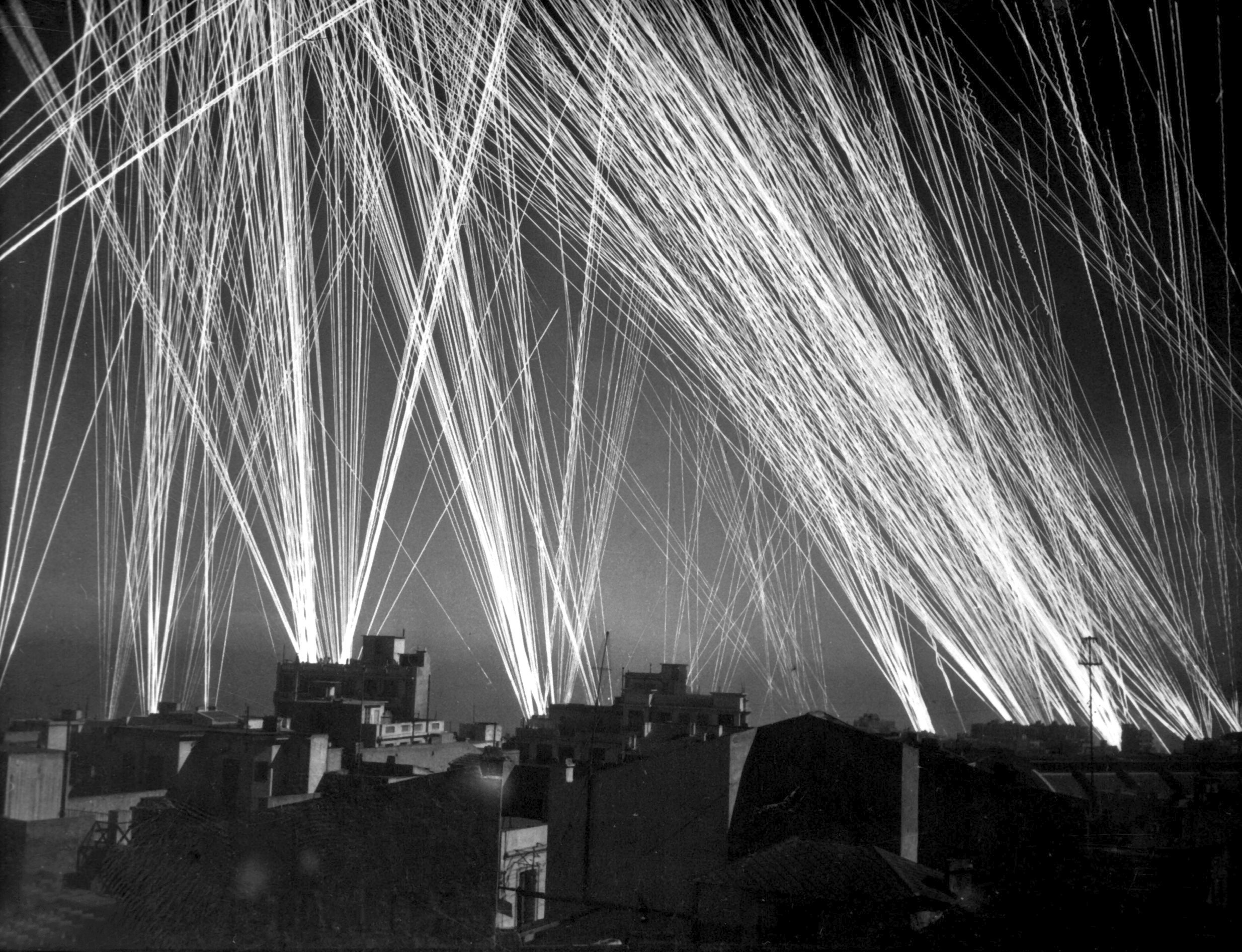
Traceuses durant un raid aérien nazi sur Alger en 1943.

La défense antiaérienne incluait également d'autres éléments qui tombèrent en désuétude après la seconde guerre mondiale :
- Ballons de Barrage pour dissuader les appareils ennemis de voler à basse altitude ;
- Canons à lumière pour illuminer le ciel nocturne à la recherche des appareils adverses ;
- De larges rideaux de fumée pouvaient être utilisés pour empêcher l'ennemi de viser les installations au sol.

Il existe également de mesures de défense passive comme la protection des artilleurs ou le camouflage des défenses.